# Chemnitz-Reichenhain
Reichenhain ist ein Ortsteil der Stadt Chemnitz. Er liegt rund 4,5 km südöstlich des Chemnitzer Stadtzentrums.

## Lage
Von der Niederung an der Zwönitz zieht sich der Ort, zuerst allmählich in einer flachen Mulde, dann eine steilere Anhöhe bis zur B 174 hinauf. Wegen seiner relativ geschützten Lage soll Reichenhain früher reich an Nussbäumen gewesen sein. An Adelsberg, Bernsdorf, Altchemnitz und Erfenschlag grenzend, erstreckt sich die Reichenhainer Flur über eine Fläche von 435 ha (1900).

## Geschichte

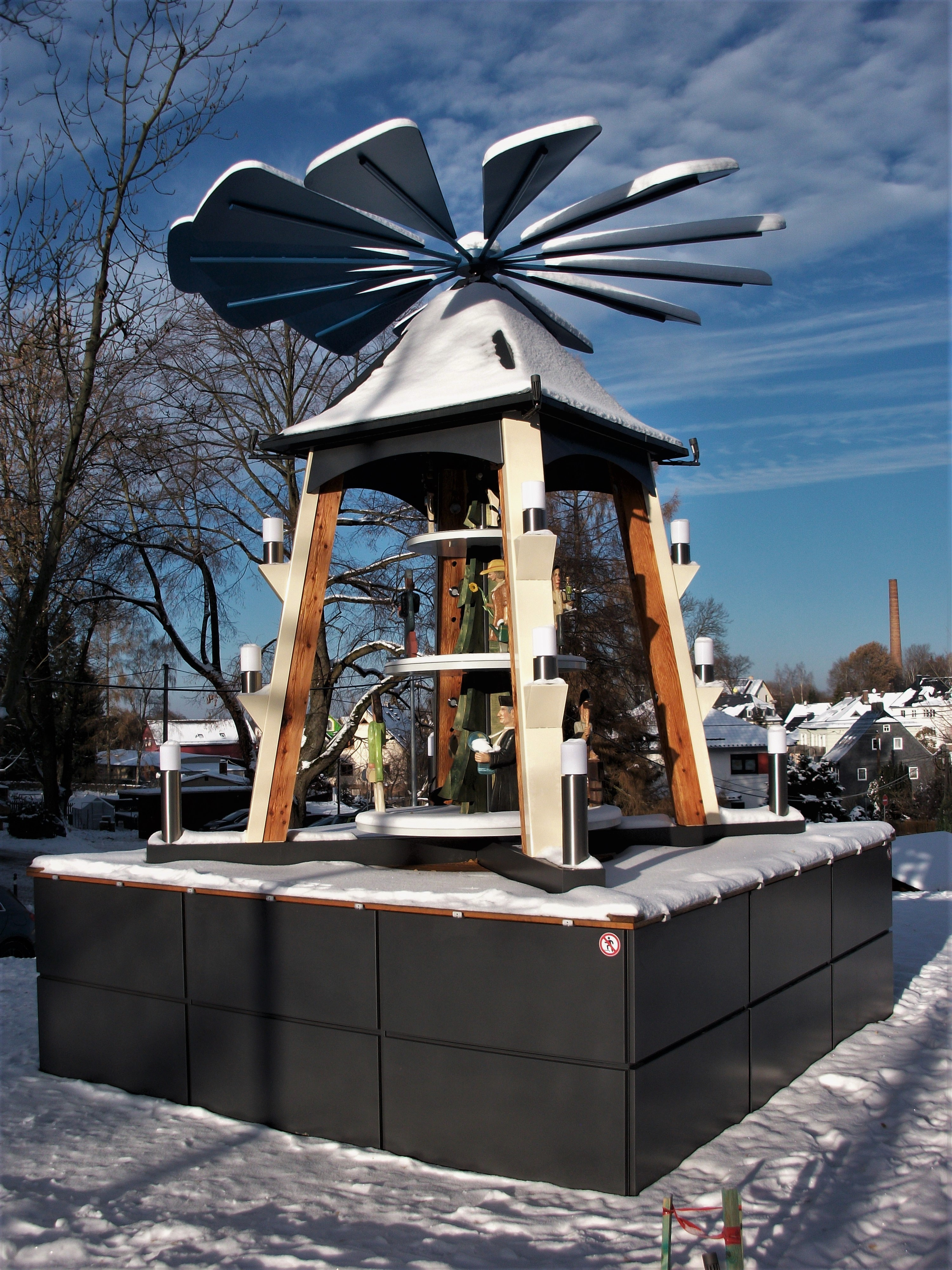
Ortspyramide Reichenhain

Reichenhain wurde erstmals 1346 im Matrikel des Bistums Meißen erwähnt und wurde am 1. Oktober 1929 eingemeindet und ein Stadtteil von Chemnitz.
1464 wurde der Ort urkundlich als „Richenheym“ und 1485 als „Reichenheym“ (= ‚zum reichen, fruchtbaren Siedelplatz‘) urkundlich erwähnt. Das zweireihige Waldhufendorf ist niemals Klosterdorf von Chemnitz gewesen. Es gehörte zusammen mit Weißbach, Dittersdorf, Kemtau, Einsiedel und Erfenschlag seit 1696 zur Herrschaft Weißbach mit Dittersdorf im kursächsischen bzw. königlich-sächsischen Amt Wolkenstein und kam 1832 zum Amt Chemnitz bzw. 1856 zum Gerichtsamt Chemnitz und 1875 zur Amtshauptmannschaft Chemnitz.
Im August 1790 schlossen sich die Reichenhainer Bauern als erste ihres Herrschaftsgebietes dem antifeudalen sächsischen Bauernaufstand an: „Es rührt alles von Reichenhayn, weil sie gelesen und erfahren haben, dass in anderen Ländern verschiedene Untertanen sich ihrer Gerichtsobrigkeit widersetzten“. Die Bauern verweigerten die Leistung von Frondiensten, wurden aber durch Versprechungen so lange hingehalten, bis die sächsische Regierung wieder Herr der Lage war. Ihr Wortführer, der Reichenhainer Lehnrichter Carl David Eichler, der Besitzer eines ansehnlichen Bauerngutes im Wert von 700 Talern war, erhielt eine Zuchthausstrafe.
Neben der Landwirtschaft spielte in Reichenhain die Hausindustrie eine Rolle. Für die Zeit um 1820 berichtet A. Schumann: „In den Wohnhäusern sieht man eine Menge von Stühlen im Gange, welche theils Cattun und andre Baumwollfabrikate, theils Strumpfwaare aller Art und Borten liefern.“
An der Jägerschlößchenstraße 94 und 105 sind als Objekte der ländlichen Volksarchitektur zwei erzgebirgstypische Dreiseitenhöfe erhalten. In deren Nähe befindet sich der letzte der in Reichenhain früher vorhandenen Kastanienbäume mit essbaren Früchten (Maronen). Der Baum ist mehrere hundert Jahre alt.
Neue Esskastanienbäume wurden 2008 im Auftrag des städtischen Grünflächenamtes in Reichenhain als Straßenbäume an der Eichlerstraße gepflanzt, um die Tradition fortzuführen. Ebenfalls erwähnenswert ist das ehemalige Lehngericht und das Wohnstallhaus Jägerschlößchenstraße 104, sowie mehrere ländliche Wohnhäuser aus der ersten Hälfte des 19. Jahrhunderts an Gornauer Straße und Richterweg.
Die Eingliederung in die Stadt Chemnitz führte in den Jahrzehnten nach 1929 kaum zu einer Veränderung des überwiegend dörflichen Charakters des Ortes, abgesehen von der Gründerzeitbebauung an den beiden Hauptstraßen, der sogenannten Kriegersiedlung am Rande des Niedereinsiedler Waldes und einigen Wohnhäusern und dem ersten Nachkriegs-Schulneubau am Genossenschaftsweg.
Im Zeitraum von 1992 bis 2007 wies Reichenhain mit +144 % das stärkste Bevölkerungswachstum aller Chemnitzer Stadtteile auf. Die Ursache dafür liegt in der Errichtung der Wohngebiete Kreyßighof (1993), Mühlberg (1995), Orchideengarten (1997), Auf der Kirchwiese (2003), Pfarrlehn (2006) und der Erweiterung der Bebauung am Schenkenberg. Diese neuen Wohngebiete sind fast ausschließlich mit Einfamilien- und Reihenhäusern bebaut.
Am 12. Januar 2005 wurde der Heimatverein Chemnitz-Reichenhain e. V. gegründet, der sich u. a. in drei Arbeitsgruppen mit Ortsgeschichte, Wirtschaft und Stadtplanung beschäftigt. Seit 2022 besitzt Reichenhain eine Ortspyramide, welche gegenüber der Grundschule aufgestellt wurde.

## Sowjetischer Friedhof
1946 wurde am Schenkenberg in Reichenhain ein 12.200 m² großer sowjetischer Friedhof für 1130 Kriegsgefangene und Zwangsarbeiter angelegt. Dieser Friedhof entstand (wie viele derartige Friedhöfe in Deutschland nach dem Zweiten Weltkrieg) durch eine von den Alliierten initiierte Umbettungsaktion für ihre an vielen Orten verstreut beerdigten Toten aus den Kriegsjahren.
Im Mittelpunkt des Friedhofs befindet sich auf einem sternförmigen Podest ein von zwei lebensgroßen steinernen Soldaten flankierter, 10 m hoher Obelisk. Das Denkmal für die Soldaten der Roten Armee wurde 1947 von Hanns Diettrich geschaffen und 1996 mit Unterstützung des Freistaates Sachsen von dessen Sohn Frank Diettrich restauriert.
Ein weiterer Gedenkstein wurde 1946 im Auftrag der Vereinten Nationen errichtet und besteht aus einer schlichten, knapp drei Meter hohen quadratischen Sandstein-Stele. Auf den vier Seiten sind die Namen von 268 sowjetischen Zwangsarbeitern eingraviert, die in Betrieben der Region Chemnitz eingesetzt waren.

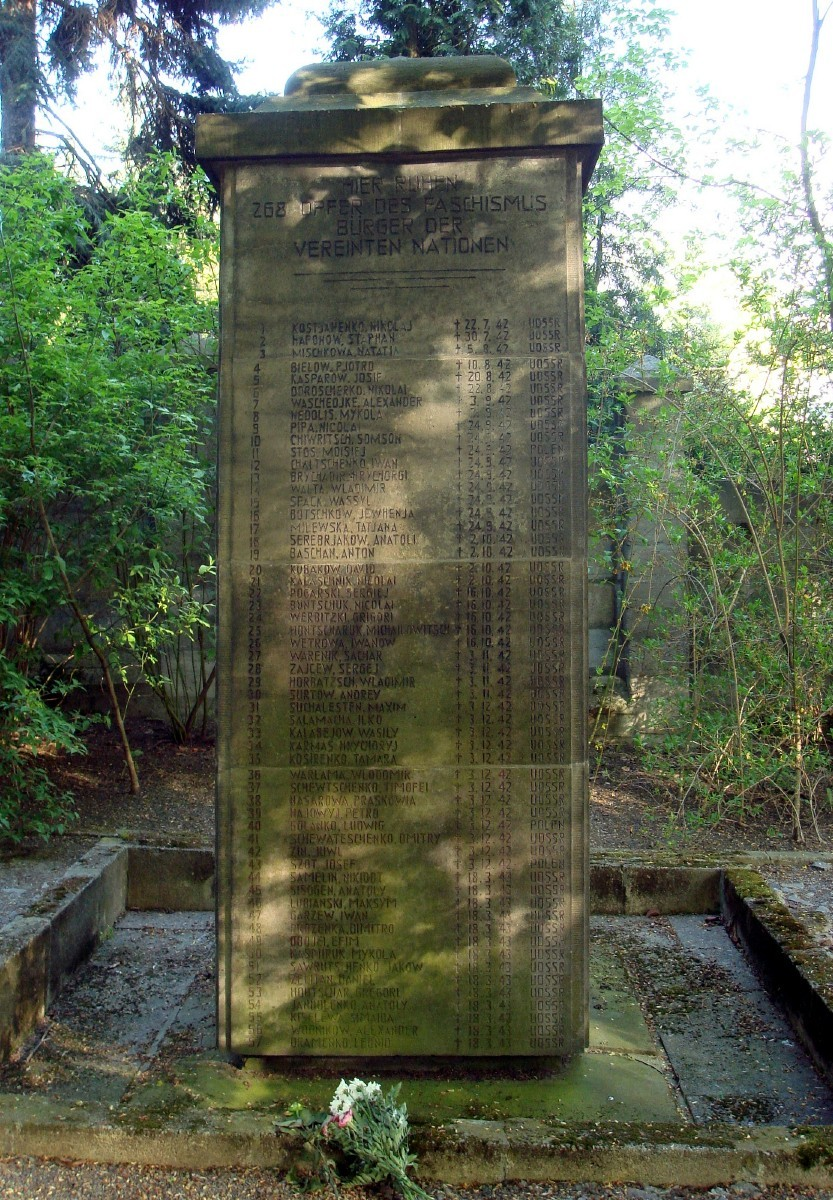
Sandstein-Stele
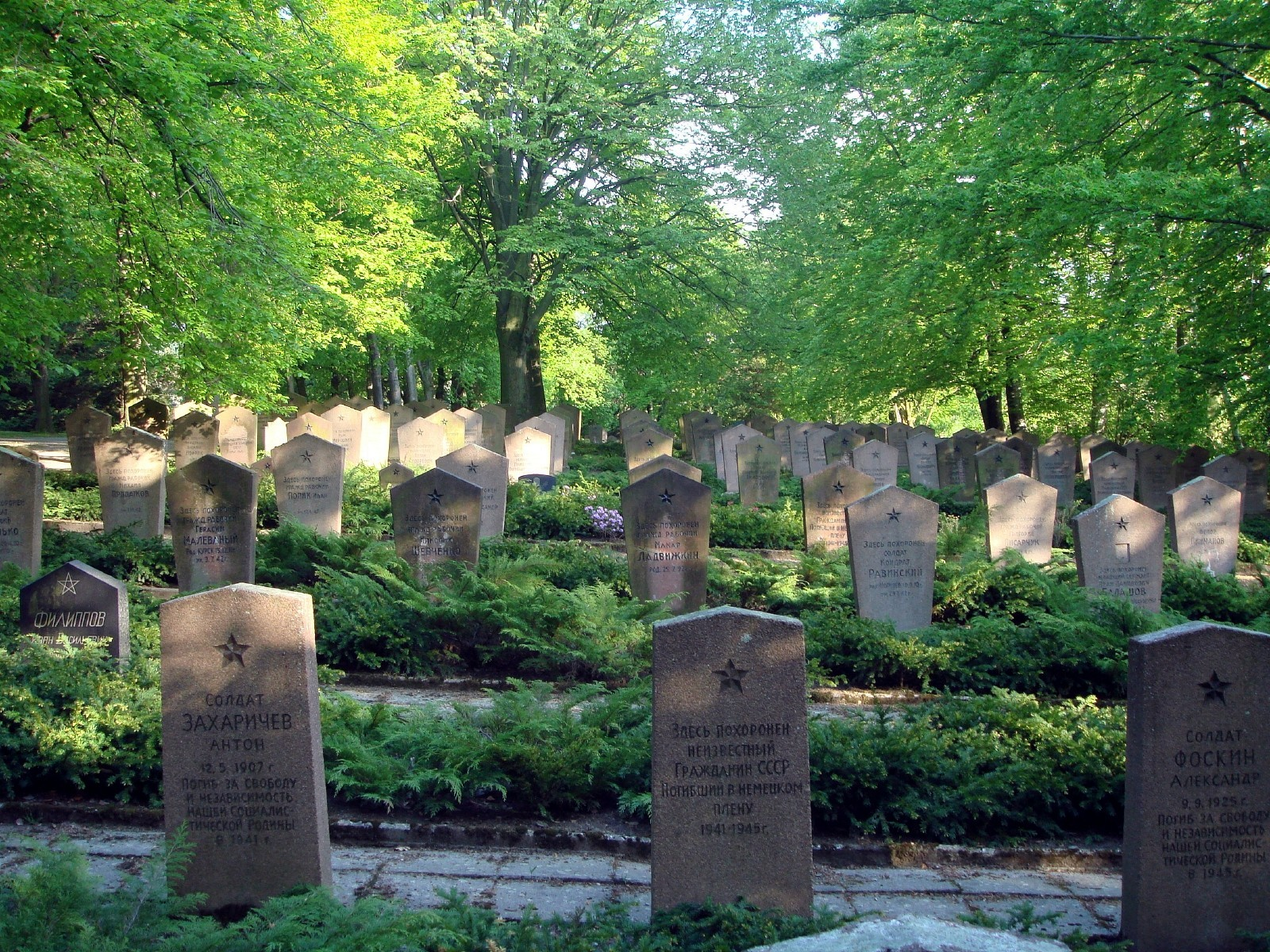
Grabsteine
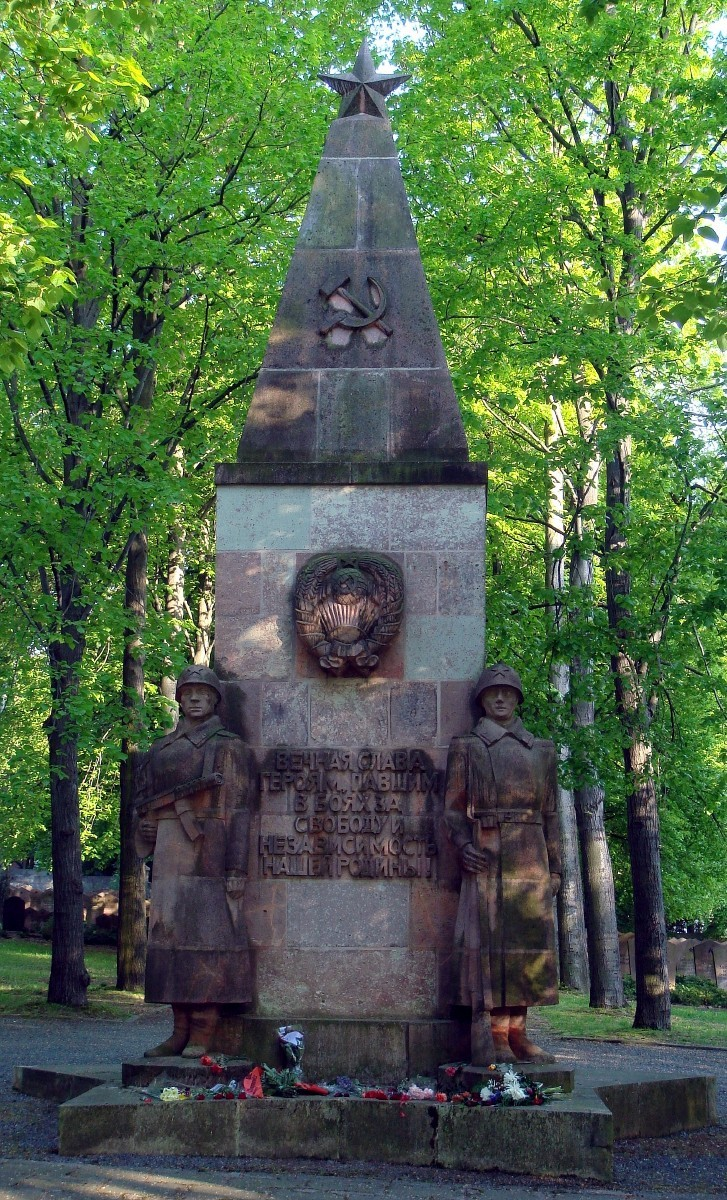
Obelisk von Hanns Diettrich

## Faradit / VEB Rohr- und Kaltwalzwerk / Faradit Rohrwerk GmbH

Aktie über 1000 RM der Faradit Rohr- und Walzwerk AG vom 14. Februar 1934

Das Faradit-Werk an der Bernsdorfer Straße in Reichenhain wurde 1904 von Maximilian Karl Haas gegründet, führte ab 1910 die Firma „Faradit“ Isolierrohr-Werke Max Haas GmbH. Der Name Faradit leitet sich vom britischen Physiker Michael Faraday ab, dessen Erkenntnisse zur Galvanik und zum Elektromagnetismus (Induktionsschweißverfahren) wichtige Produktionsgrundlagen für Faradit bilden. Bereits 1910 wurden Isolierrohre für elektrische Anlagen hergestellt. Das Unternehmen wurde 1912 unter gleicher Firma in eine Aktiengesellschaft umgewandelt. In den Folgejahren wurden mehrere Patente zur Stahlrohrfertigung angemeldet. Weltweit erstmals wurde hier 1930 das Längsschweißen von Stahlrohren nach dem elektrischen Widerstandsverfahren mit Roll-Transformator eingeführt.
Das Aktienkapital betrug 1912 1,5 Millionen Mark, wurde in der Hochinflation bis auf 14 Millionen Mark (1922) erhöht und nach der Währungsstabilisierung 1924 auf 1,96 Millionen Reichsmark umgestellt. Die 1929 einsetzende Weltwirtschaftskrise brachte das Unternehmen schnell in wirtschaftliche Schwierigkeiten, bereits Ende 1931 waren die Verluste auf 646.000 Reichsmark angewachsen. Da keine Besserung zu erwarten war, beschloss die Generalversammlung der Aktiengesellschaft am 31. März 1932 die Liquidation. Nachdem der Begriff Faradit aus der Firma gelöscht war, wurde Anfang 1934 – als nach der Machtergreifung der Nationalsozialisten eine wirtschaftliche Scheinblüte einsetzte – als Auffanggesellschaft die Faradit Rohr- und Walzwerk AG gegründet, die von der alten Gesellschaft deren jüngere (ab 1912 errichtete) Produktionsanlagen sowie Patente und Hypotheken gegen eigene Aktien im nominellen Wert von 392.000 Reichsmark erwarb. Besitzverhältnisse und Unternehmensleitung blieben bei diesem „Neuanfang“ weitgehend unverändert: Alleinvorstand war Walter Hengstenberg, im Aufsichtsrat saßen Carl Siems (Inhaber und Direktor der Tüllfabrik Flöha AG als Faradit-Großaktionärin) und der Chemnitzer Unternehmer Fritz Vogel.
1948 erfolgte die Vereinigung mit der Firma Kopex und u. a. die Produktion von biegsamen Isolierrohren.
In der DDR war das Werk an das Rohrkombinat Riesa angeschlossen und wurde unter dem Namen Rohr- und Kaltwalzwerk bekannt. Der im Betrieb kaltgewalzte Bandstahl dient zum überwiegenden Teil der eigenen Rohrproduktion. Bis heute ist das Werk Spezialist für längsnahtgeschweißte Stahlrohre, die vorwiegend im Gerüst- und Anlagenbau eingesetzt werden.
Das Werk erhielt 1953 einen Gleisanschluss durch den Bau einer rund 3,7 km langen Anschlussbahn, die zwischen dem Bahnhof Chemnitz Süd und dem Haltepunkt Chemnitz-Reichenhain von der DB-Strecke abzweigte und sieben Nebenanschlüsse besaß. Dieser Gleisanschluss wurde am 25. April 2015 stillgelegt.
2001 kehrte das Werk zu seinem historischen Namen Faradit zurück. Nach erfolgreicher Modernisierung und Umstrukturierung produziert die Faradit Rohrwerk GmbH weiterhin längsnahtgeschweißte Stahlrohre nach neuestem Standard sowie Verkehrszeichenständer. Im November 2006 übernahm die Altrad-Gruppe das Werk. Im März 2012 wurde ein Insolvenzverfahren eröffnet.
Im Jahr 2001 begann außerdem eine grundlegende Rekonstruktion und Modernisierung des ca. 80.000 m² großen Geländes Bernsdorfer Straße 291. Durch die grundlegende Sanierung bis dahin nicht mehr genutzter Büro-, Lager- und Produktionsflächen wurde die Ansiedlung von zahlreichen Unternehmen des Mittelstands im produzierenden Gewerbe sowie im Speditions- und Logistikbereich möglich. Der moderne Gewerbestandort profitiert vor allem von einer modernen Infrastruktur und die verkehrsgünstige Lage am Chemnitzer Südring (bzw. Südverbund). Das Gewerbegelände befindet sich heute im Eigentum der Faradit Gewerbepark GmbH und wird von dieser verwaltet. Verschiedene Unternehmen des Transport-, Lager- und Produktionsgewerbes haben sich inzwischen dort eingemietet.

## Grundschule Reichenhain

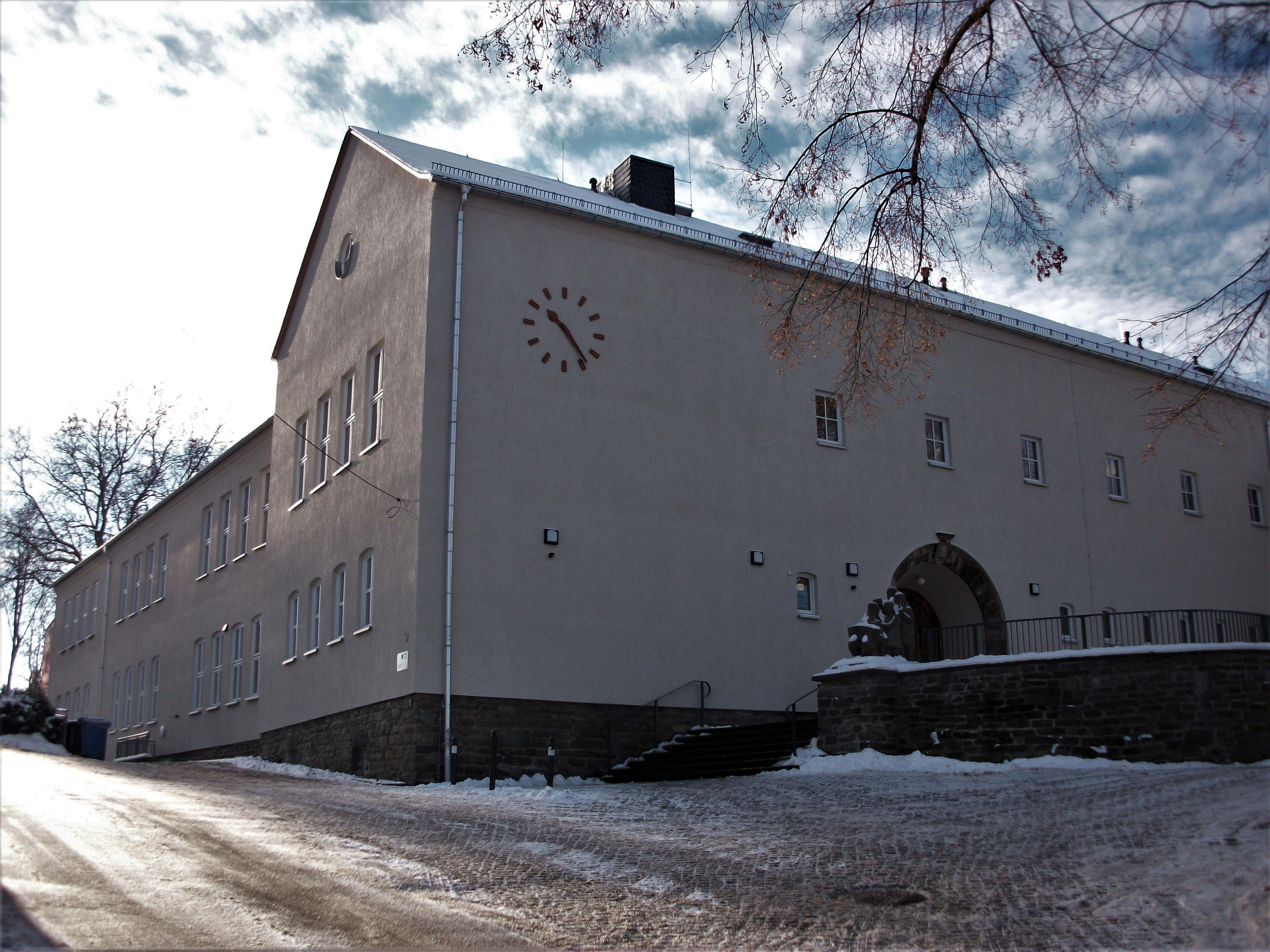
Grundschule Reichenhain

Die erste Reichenhainer Schule wurde 1558 gegründet. Ihre Gründung geht wahrscheinlich auf die „Generalvisitation“ des Kurfürsten August von 1556 zu den Kirchen- und Schulangelegenheiten zurück.
Im Jahr 1856 werden 134 Schüler, 1869 bereits 208 Schüler und 1915 schließlich 392 Schüler registriert, die von drei Lehrern und einem Hilfslehrer unterrichtet werden. Das Unterrichtshaus befand sich auf dem Kirchschullehn in Nähe der Reichenhainer Christuskirche. Im Jahr 1870 wurde ein neues Schulgebäude am Pfaffensteig 2 errichtet, das in der Zeit nach dem Ersten Weltkrieg nochmals um mehrere Erweiterungsbauten vergrößert wurde.
Nach Zerstörung der Reichenhainer Schule im Zweiten Weltkrieg am 5. März 1945 und anschließender Nutzung verschiedener Notlösungen in der Nachkriegszeit erfolgte 1949 die Grundsteinlegung und am 14. Oktober 1950 die Übergabe der neuen Reichenhainer Schule am Genossenschaftsweg 2. Sie war der erste Schulneubau nach dem Zweiten Weltkrieg in Chemnitz.
Als Haupteingang wurde ein Sitznischenportal aus dem alten Chemnitzer Stadtzentrum (Innere Klosterstraße) eingebaut, das 1603 in den Architekturformen der Renaissance entstanden war. Am Treppenaufgang zur Portalterrasse wurde eine Sandsteinplastik des Bildhauers Hanns Dietrich aufgestellt, die musizierende Kinder zeigt.
1962 wurde die Schule zur zehnklassigen allgemeinbildenden polytechnischen Oberschule.
Von 1977 bis 1992 führte die Schule den Namen Prof.-Johann-Riesner-Oberschule. Im Innenhof des Dreiflügelbaus erinnert noch eine Porträtbüste an das Wirken des Chemnitzer Ehrenbürgers Hans Riesner, das auch mit der Schule und deren Wiederaufbau verbunden ist.
Seit 1992 ist die Reichenhainer Schule eine Grundschule.

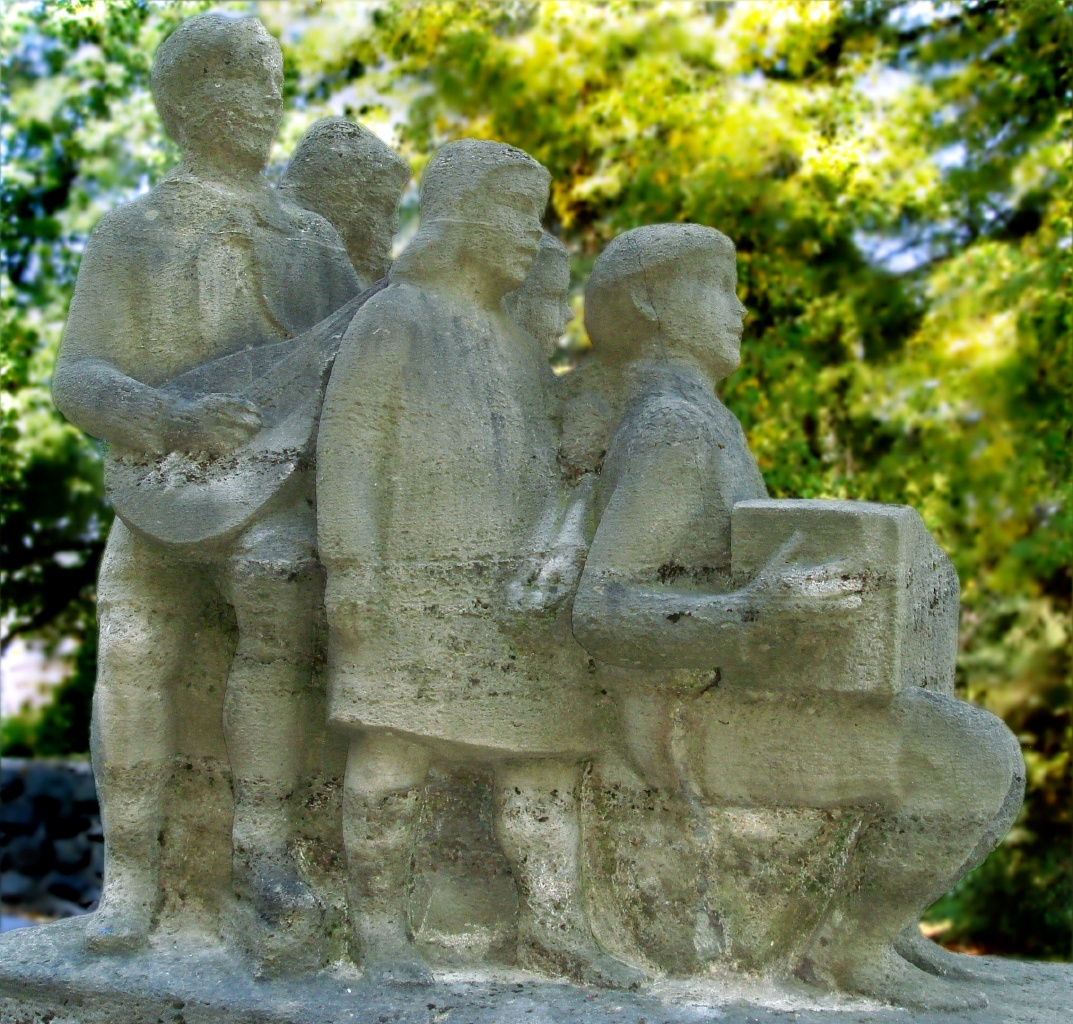
Sandsteinplastik von Hanns Dietrich

## Reichenhainer Christuskirche
Die Reichenhainer Kirche ist ein einschiffiger Saalbau mit flacher Decke und geradem Chorschluss sowie einer Emporenanlage aus der Zeit um 1778 und liegt im oberen Ortsteil. Der hölzerne Kanzelaltar stammt aus der Zeit um 1780.
Von einem Vorgängerbau (um 1490) haben sich an der Südseite zwei Vorhangbogenfenster erhalten, die um 1820 wahrscheinlich ergänzt wurden.
Drei in der Kirche aufbewahrte Figuren der Heiligen Wolfgang, Nikolaus und Franziskus gehörten zu einem nicht mehr erhaltenen spätgotischen Altar.

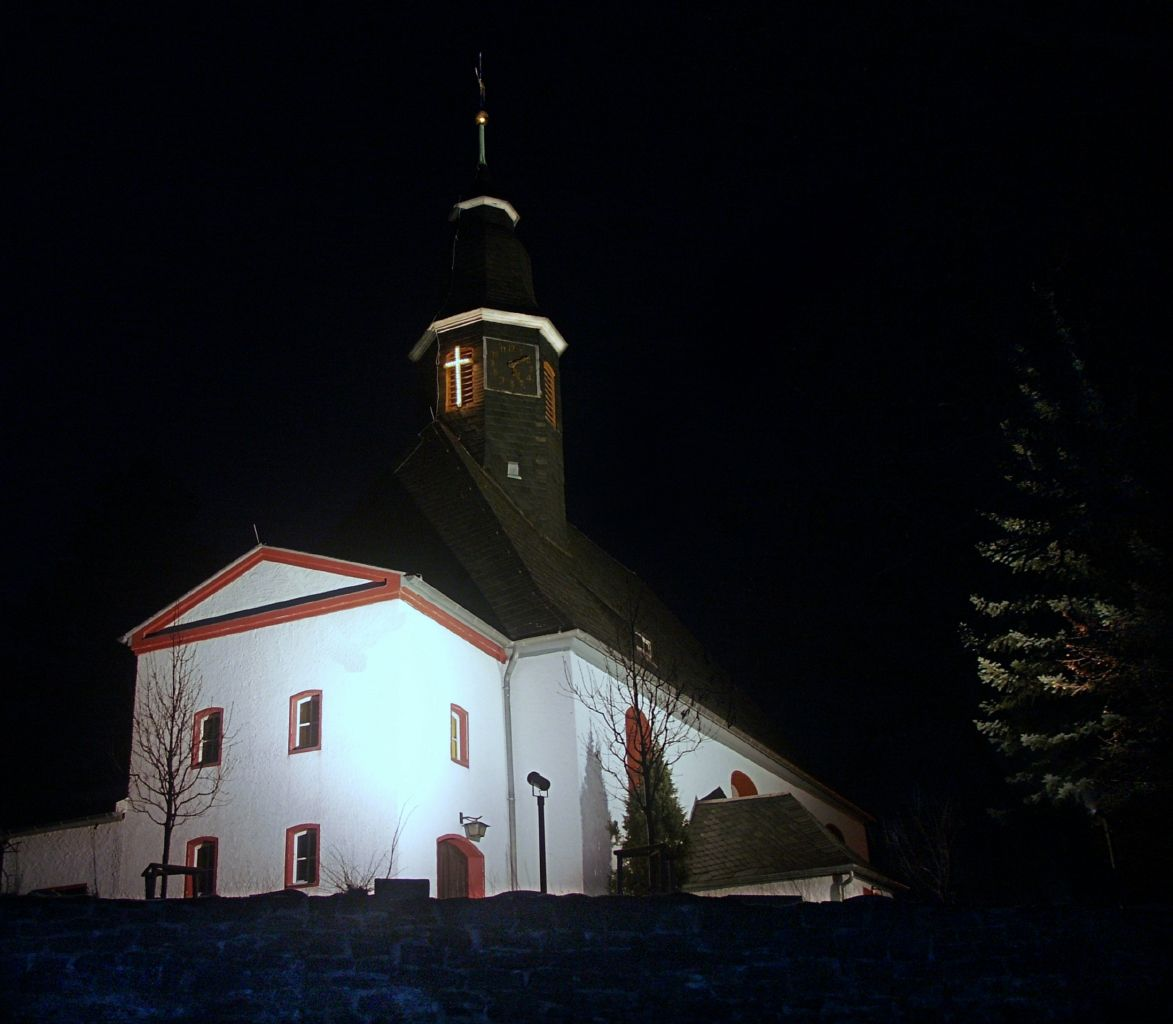
Christuskirche Reichenhain
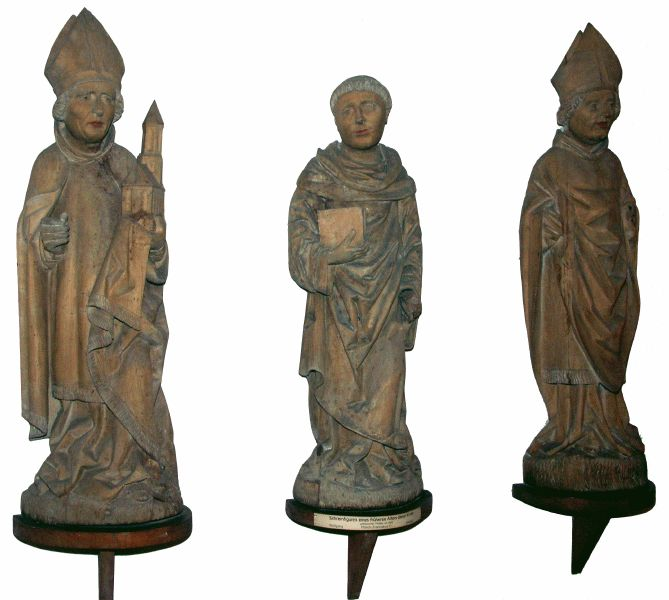
Spätgotische Altarfiguren
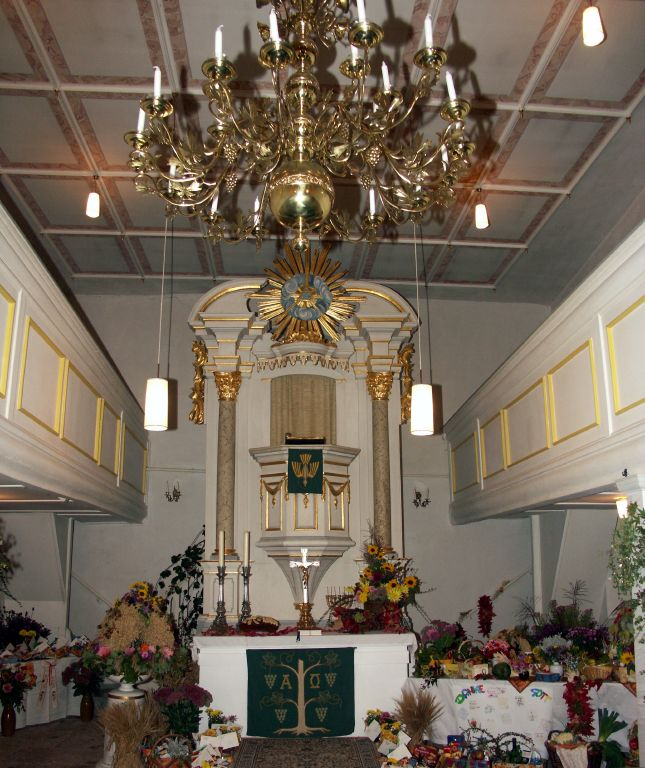
Innenansicht

Im Jahr 1346 wurde die Gemeinde erstmals als Kirchspiel erwähnt und ist seit der 1539 erfolgten Einführung der Reformation in Sachsen evangelisch.
Ab dem Jahr 1565 sind Einträge über Taufen, Trauungen und Begräbnisse im Kirchenbuch erhalten.
1545 wurden Oberhermersdorf (jetzt Adelsberg) und Reichenhain zu Schwesternkirchen verbunden. Der Wohnsitz der gemeinsamen Pfarrer beider Orte war in den folgenden 344 Jahren in Reichenhain, bis das Schwesternkirchverhältnis mit der kirchlichen Eigenständigkeit von Oberhermersdorf am 1. Oktober 1889 endete.
Die 1575 erworbene, in Freiberg gegossene Glocke ist noch heute als kleine Glocke des Geläuts der Kirche erhalten. Im Zweiten Weltkrieg wurde diese Glocke zwar beschlagnahmt, konnte aber vor der Einschmelzung aus Hamburg zurückgeführt werden.
Von 1633 bis 1636 war die Pfarrstelle unbesetzt. Im Kirchenbuch ist dazu vermerkt: „nur noch 2 Güther sind bewohnet, so gar hat die Pest aufgeräumt“.
Beim Bombenangriff auf Chemnitz in der Nacht des 5. März 1945 wurde das Pfarrhaus total zerstört und die Kirche stark beschädigt. Auf dem Friedhof der Kirche erinnert ein 1965 errichteter Gedenkstein an die 26 im Februar und März 1945 umgekommenen Reichenhainer Kinder und Erwachsenen. Insgesamt wurden bei den Bombenabwürfen 90 Gebäude vollständig und 42 Gebäude zum Teil zerstört, ca. 87 Wehrmachtangehörige aus Reichenhain fielen im Zweiten Weltkrieg.
Bis 1949 erfolgten umfangreiche Instandsetzungsarbeiten an der Kirche und 1954/56 wurde das Gemeindehaus errichtet.
Das Pfarrhaus wurde 1964/65 an der Stelle des 1945 zerstörten alten Pfarrhauses errichtet.
Es handelte sich dabei um den ersten Pfarrhaus-Bau in Sachsen nach 1945.
Im Jahr 2000 ging die Kirchgemeinde Reichenhain mit der Kirchgemeinde Einsiedel (mit Erfenschlag und Berbisdorf) ein Schwesterkirchverhältnis ein.
Am 1. Januar 2020 vereinigten sich die evangelisch-lutherischen Kirchgemeinden Adelsberg, Euba, Kleinolbersdorf-Altenhain und Reichenhain zur Christuskirchgemeinde Chemnitz.

## Sonstige Bauwerke

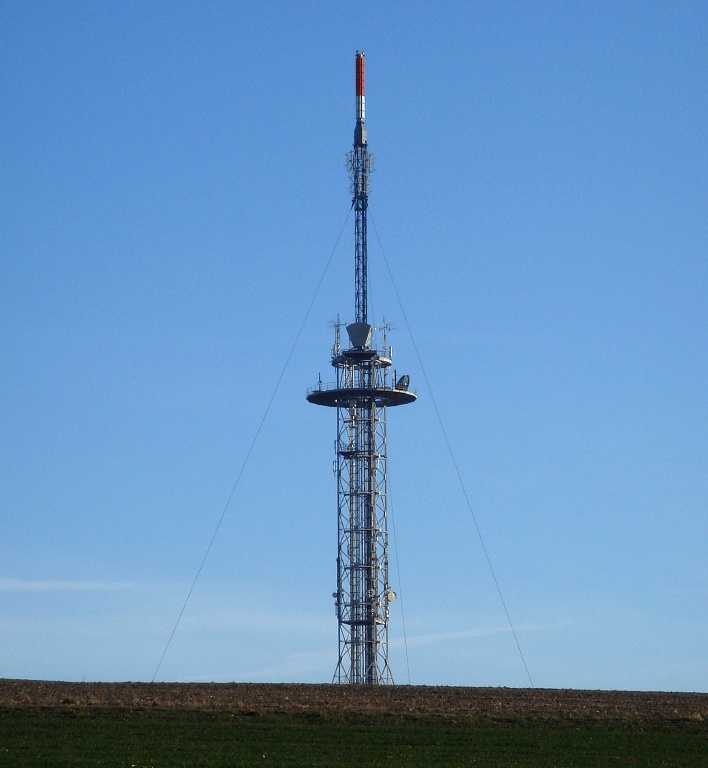
Sendeturm Chemnitz-Reichenhain   - Sendeturm Reichenhain

## Verkehrsanbindung
Im Norden ist Reichenhain über den Chemnitzer Südring (Abfahrten Reichenhainer Straße, Bernsdorfer Straße, Mittagsleite und Zschopauer Straße) an die Autobahnabfahrt Chemnitz Süd der Bundesautobahn A72 angebunden. Aus dem Erzgebirge erreicht man Reichenhain von der Zschopauer Straße aus über die Gornauer Straße oder den Richterweg, vom Stadtzentrum Chemnitz aus über die Reichenhainer Straße und Bernsdorfer Straße.
Im öffentlichen Nahverkehr zentral erschlossen wird Reichenhain durch die Buslinie 53 (Reichenhainer, Gornauer, Jägerschlößchen- und Bernsdorfer Straße). Nördlich des Stadtteils liegt die Endhaltestelle Bernsdorf der Straßenbahnlinie 2. Im Nordosten tangieren die Buslinien 33, 56 und 207 auf der Zschopauer Straße Reichenhain. Südwestlich, ebenfalls bereits außerhalb des Gebiets des Stadtteils, liegt die Bahnstrecke Chemnitz–Aue mit dem Haltepunkt Chemnitz-Reichenhain.

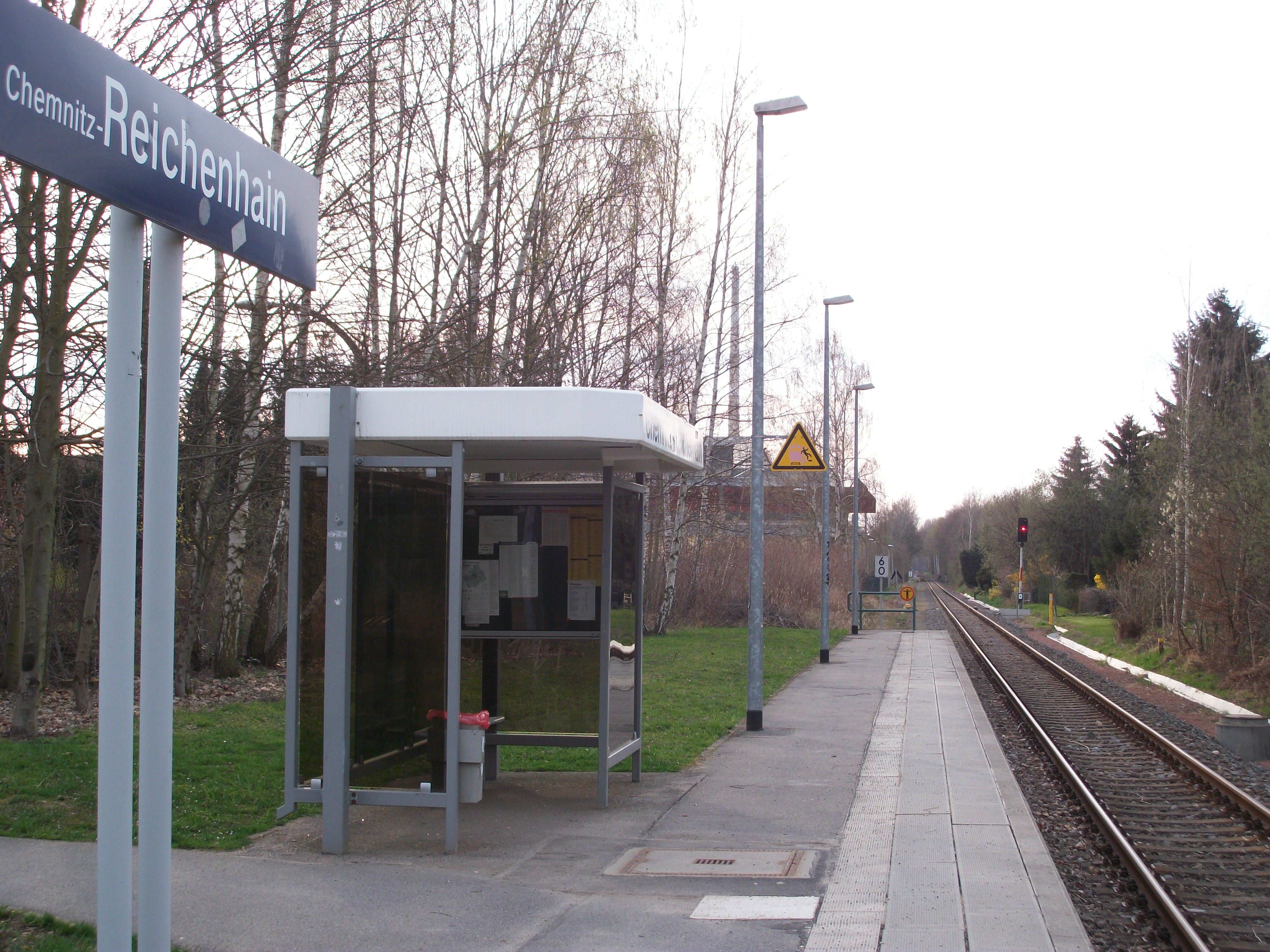
Haltepunkt Chemnitz-Reichenhain (2016)
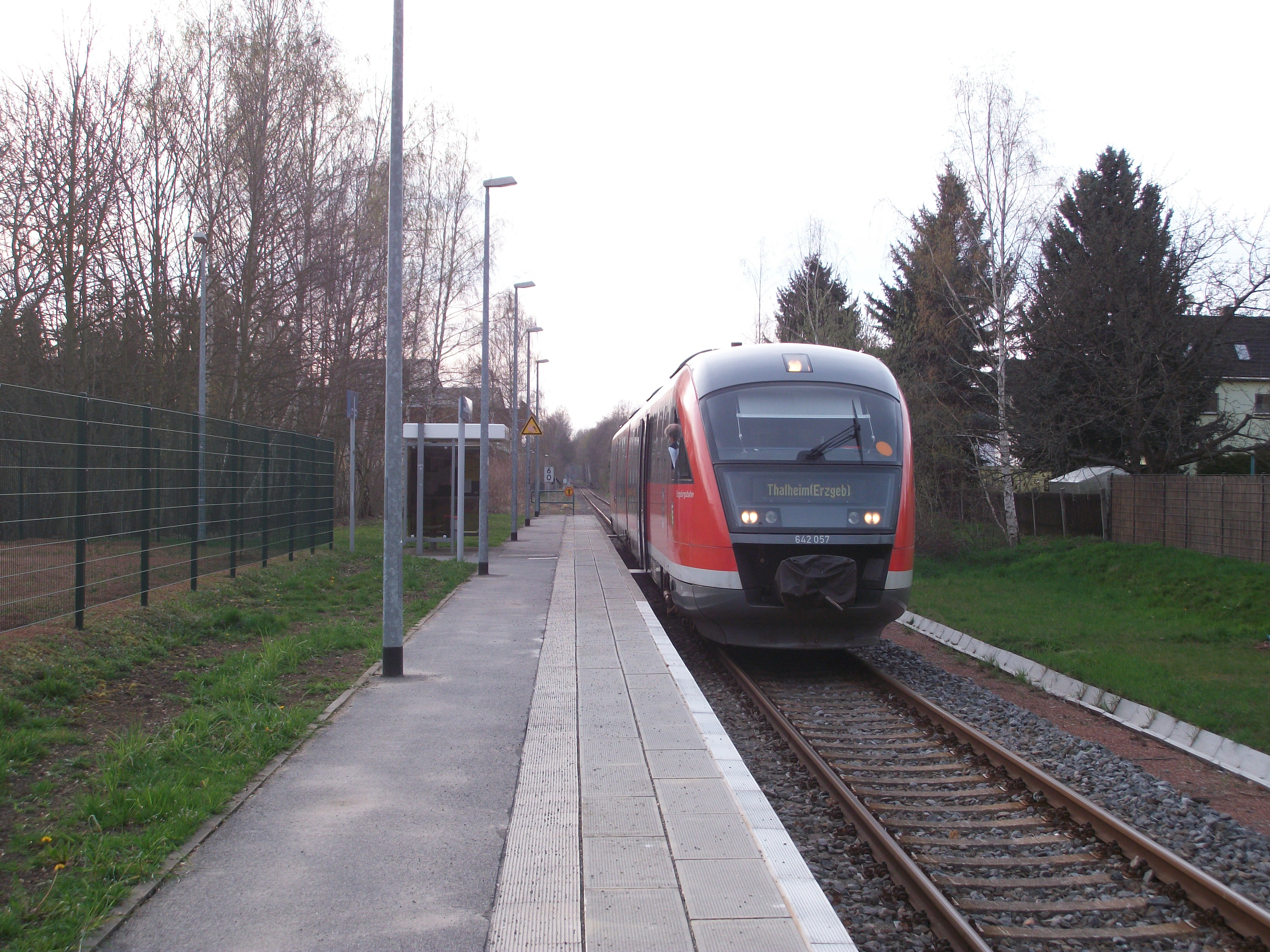
Haltepunkt Chemnitz-Reichenhain mit Erzgebirgsbahn (2016)
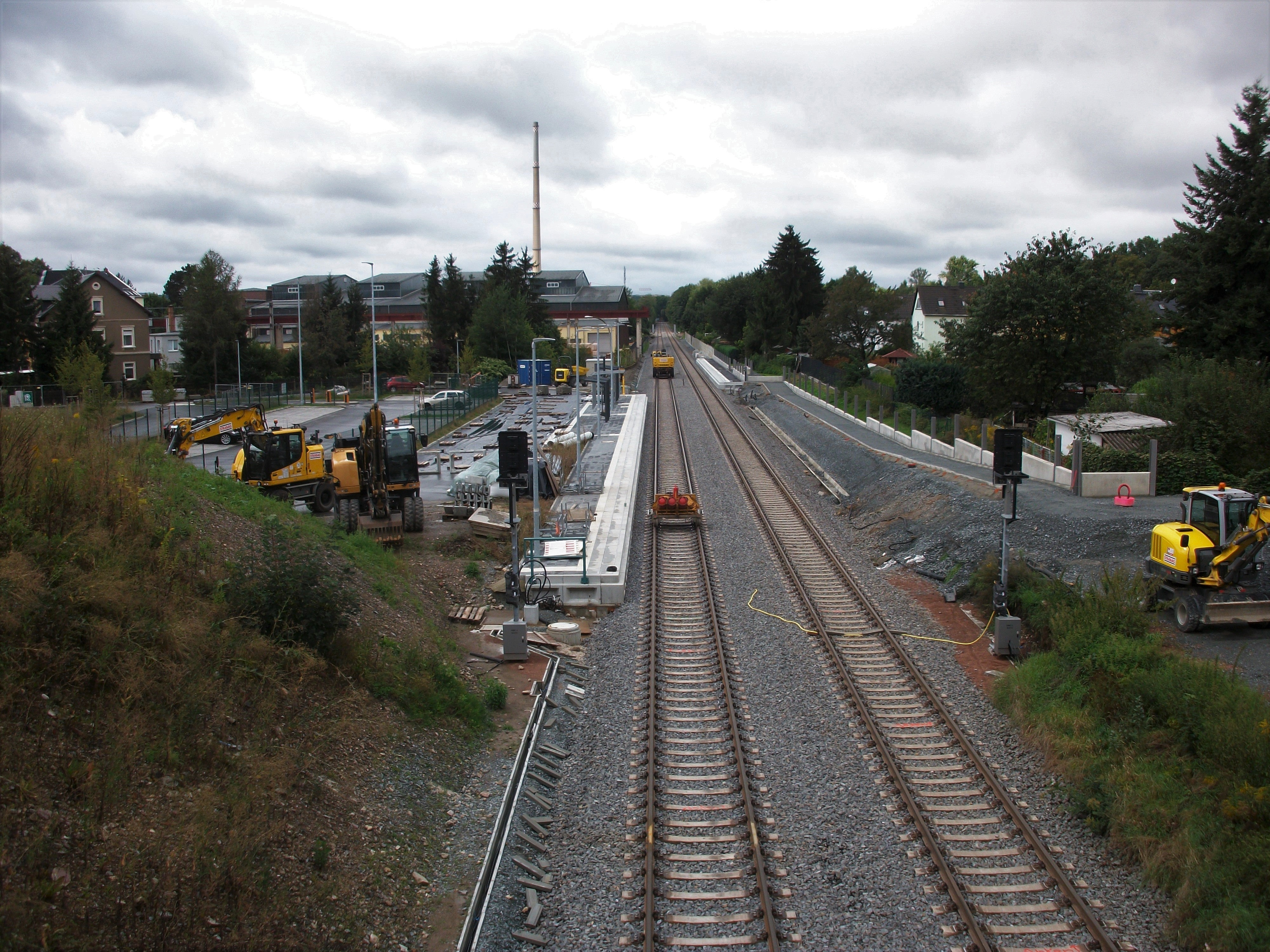
Haltepunkt Chemnitz-Reichenhain, zweigleisiger Ausbau im Rahmen des Chemnitzer Modells (August 2021)
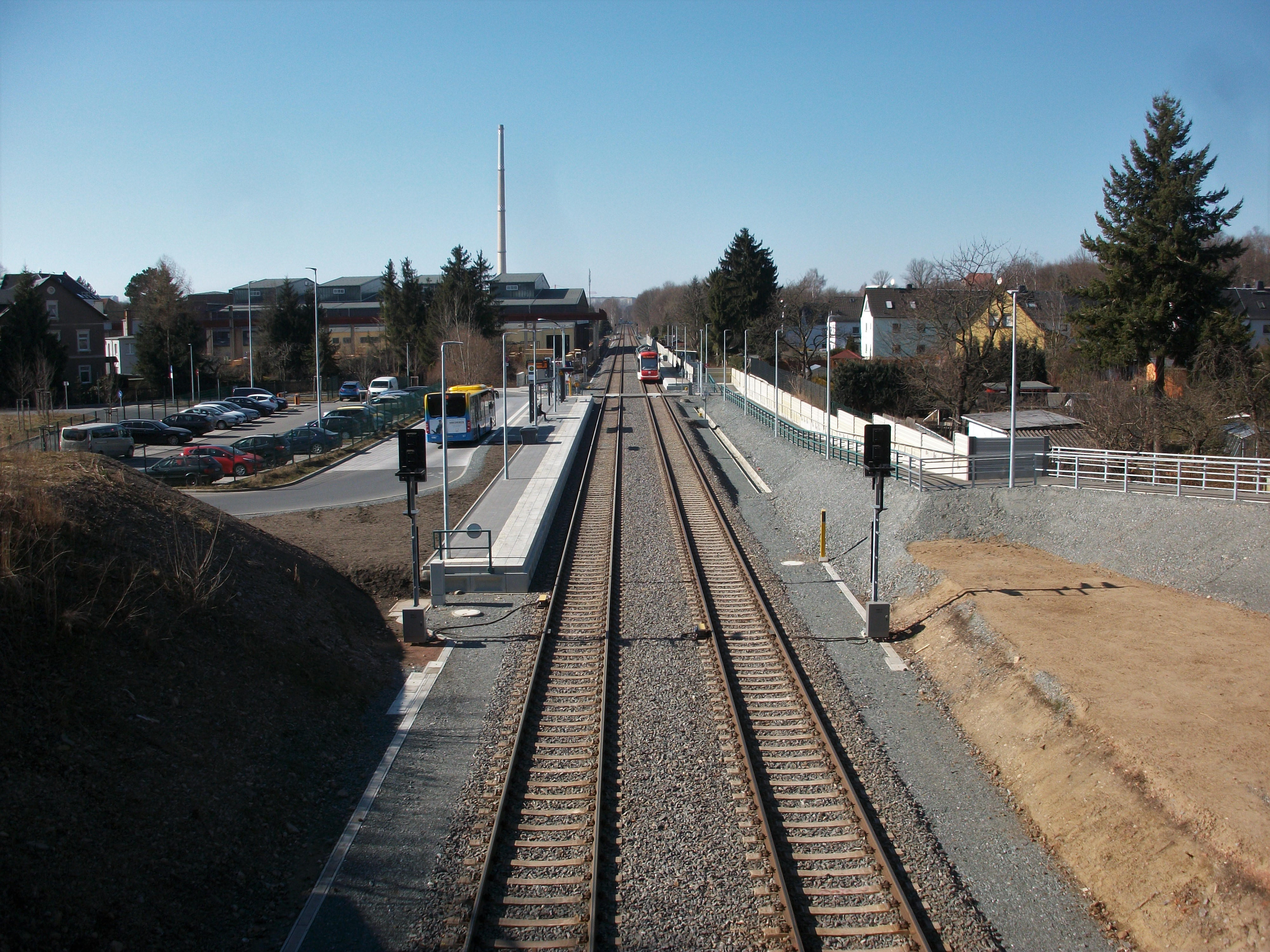
Hp. Chemnitz-Reichenhain, Blick von der Brücke Erfenschlager Straße (nach der Fertigstellung 2022)